# Rocquigny (Aisne)
Rocquigny je francouzská obec v departementu Aisne v regionu Hauts-de-France. V roce 2011 zde žilo 391 obyvatel.

## Sousední obce
Clairfontaine, Étrœungt (Nord), Féron (Nord), La Flamengrie,Wignehies (Nord)

## Vývoj počtu obyvatel
Počet obyvatel 